# ムアンポン駅
ムアンポン駅（ムアンポンえき、タイ語: สถานีรถไฟเมืองพล ）は、タイ王国東北部コーンケン県ポン郡にある、タイ国有鉄道東北線・北線の駅である。

## 概要
ムアンポン駅は、タイ王国東北部コーンケン県の人口8万7千人が暮らすポン郡に位置する。町のやや北側に位置し、駅の正面側は南東向きである。
クルンテープ駅（バンコク）より377.66 km 地点に位置し、急行列車利用で7時間程度である。二等駅であり、1日に14本（7往復）の列車が発着しその内訳は、急行2往復、快速1往復、普通3往復である。　

## 歴史
タイ最初の官営鉄道であるクルンテープ駅 - アユタヤ駅間が1897年3月26日に開業した。その後当初計画のナコンラチャシーマ駅まで完成すると、北本線、南本線の工事が始まりしばらく東北線の動きはなかった。北本線、南本線の完成後、東北線をウボンラーチャターニーまで延長する事になり1930年4月1日に完成した。その後ようやくウドーンターニー方面への工事が開始され、複数回の延伸開業の後1933年4月1日に当駅を含むコーンケン駅までの完成をみた。
- 1922年5月1日 【開業】ナコンラチャシーマ駅 - タノンチラ駅 (2.63 km)
- 1929年5月1日 【開業】タノンチラ駅 - ノーンスーン駅 (28.80 km)
- 1932年5月1日 【開業】ノーンスーン駅 - ブワヤイ駅 (50.42 km)
- 1933年4月1日 【開業】ブワヤイ駅 - コーンケン駅 (104.25 km)

## 駅構造
2016年より開始されたタノンチラ - コーンケン間の複線化工事に合わせ2019年ごろ本駅は建て替えられ、従来の低床単式ホーム1面1線であったプラットホームも高床単式ホーム及び高床島式3面4線へと近代化された。駅舎と各プラットホームは跨線橋により結ばれている。

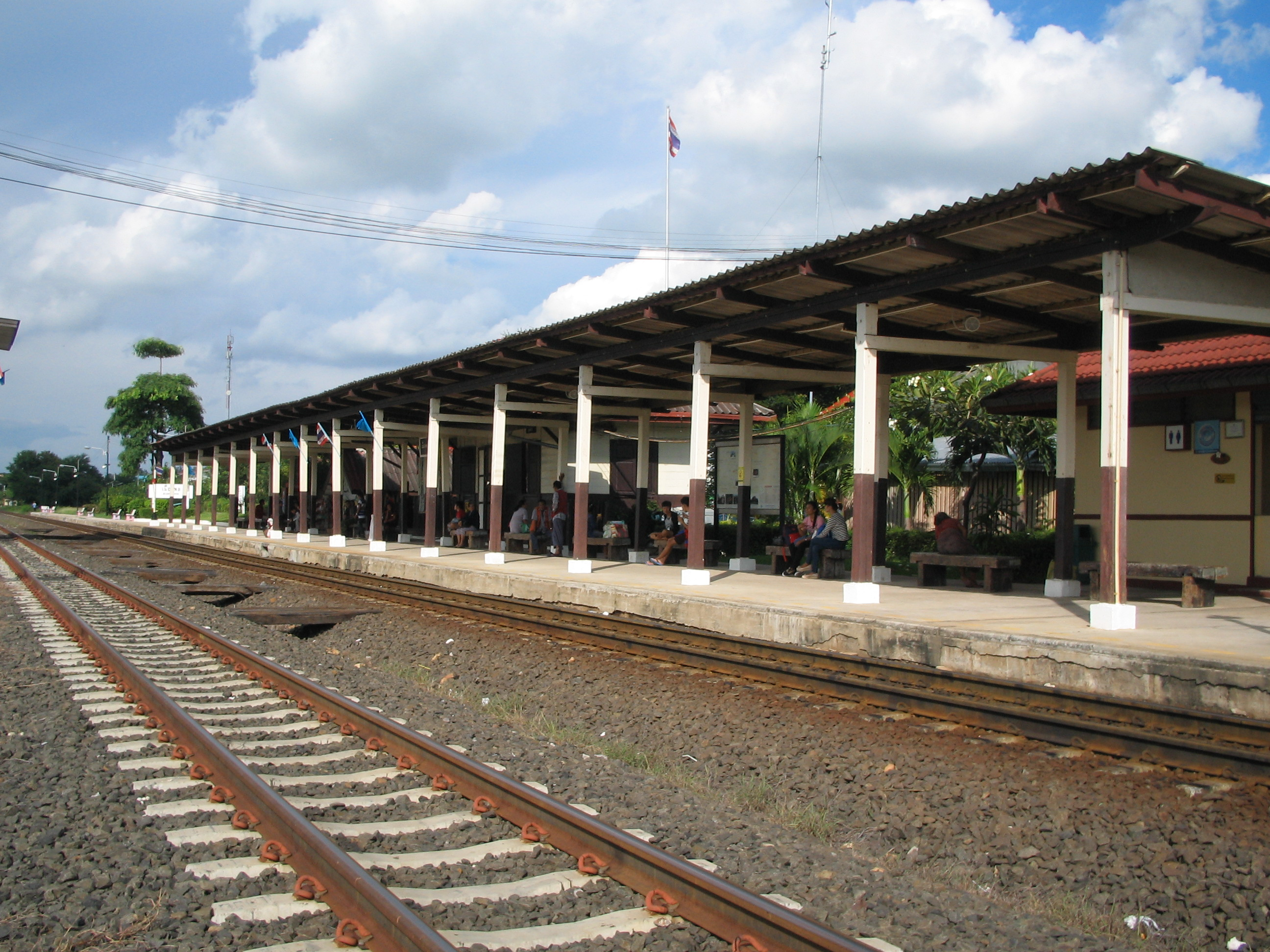
旧ムアンポン駅構内